# Tomasz Homa
Tomasz Homa (ur. 1958) – polski filozof, doktor habilitowany nauk humanistycznych, rektor Uniwersytetu Ignatianum w Krakowie.

## Życiorys
W 2001 roku uzyskał stopień doktora nauk humanistycznych na Uniwersytecie Ignatianum w Krakowie. Habilitację uzyskał w 2014 roku w tej samej dziedzinie, na Uniwersytecie Kardynała Stefana Wyszyńskiego w Warszawie.
W 2022 został wybrany na rektora Uniwersytetu Ignatianum w Krakowie.